# 乐茂盛
樂茂盛（1979年8月9日—），湖南宁远人，中國舉重運動員。

## 生涯
樂茂盛早在1989年在湖南開始接受舉重訓練，教練為袁家幟。半年後，入讀湖南省運動技術學院。1997年入選國家隊，其教練仍為執教技術學院的朱楚强。
加入國家隊一年後，奪得曼谷亞運男子舉重59公斤级賽事金牌。翌年，獲得世界錦標賽男子62公斤級冠軍。2000年在亞洲錦標賽贏得冠軍，但卻在悉尼奥運位列第四，無緣獎牌。
其後四年，先後得到九運會銀牌、衛冕亞運會金牌，並包攬世錦賽的冠、亞、季以及殿軍。又在雅典奥运與石智勇分別奪得金牌與銀牌。
2005年，樂茂盛在十運會空手而還，其後決定退役。退役後的樂茂盛返回湖南，擔任湖南省舉重隊領隊。樂茂盛現任湖南省舉重中心培訓部主任，兼任湖南大力士俱樂部主管。